# Le Lycéen
Pour plus de détails, voir Fiche technique et Distribution.
Le Lycéen est un film français réalisé par Christophe Honoré et sorti en 2022.
Ce film a été projeté en sélection officielle lors du festival international du film de Saint-Sébastien 2022, où l'acteur principal, Paul Kircher, reçoit le prix de la meilleure interprétation.

## Synopsis
Lucas, jeune adolescent, voit son existence voler en éclats à la mort soudaine de son père. Il voit désormais sa vie comme une bête sauvage qu'il lui faut dompter. Avec l'aide de sa mère et de son frère, Lucas va devoir lutter pour apprendre à espérer et aimer de nouveau.

## Fiche technique
Sauf indication contraire, les informations mentionnées dans cette section peuvent être confirmées par la base de données cinématographiques IMDb,  présente dans la section « Liens externes ».
- Titre original : Le Lycéen
- Réalisation et scénario : Christophe Honoré
- Photographie : Rémy Chevrin
- Montage : Chantal Hymans
- Musique : Yoshihiro Hanno
- Production : Philippe Martin, David Thion
- Société de production : Les Films Pelléas, en association avec 4 SOFICA
- Société de distribution : Memento Distribution
- Pays de production :  France
- Langue originale : français
- Genre : drame
- Durée : 122 minutes
- Dates de sortie :
  - Canada : 9 septembre 2022 (Festival international du film de Toronto)
  - France : 30 novembre 2022
- Classification :
  - France : tous publics avec avertissement lors de sa sortie en salles mais déconseillé aux moins de 12 ans à la télévision.

## Distribution
- Paul Kircher : Lucas Ronis
- Vincent Lacoste : Quentin Ronis
- Juliette Binoche : Isabelle Ronis
- Erwan Kepoa Falé : Lilio Rossio
- Adrien Casse : Oscar
- Pascal Cervo : Père Benoît
- Anne Kessler : Sonia
- Christophe Honoré : Claude Ronis
- Elliot Jenicot : Thierry
- Matéo Demurtas : Gabriel

## Production

### Genèse et développement
Christophe Honoré s'est inspiré de sa propre vie pour écrire le rôle de Lucas. 
« Je m’étais donné comme cible d’exprimer des émotions liées à une période particulière de mon adolescence lorsque mon père a disparu. C’est un film que j’ai souvent reporté mais là, j’ignore d’ailleurs pourquoi, je me sentais assez armé pour essayer de me reprojeter dans cette histoire. »

### Attribution des rôles
La recherche de l'acteur pour le rôle principal a duré trois mois. Paul Kircher a été sélectionné parmi plus de trois cents jeunes adolescents. Pour préparer le rôle, Christophe Honoré lui demande notamment de lire La Tendresse d'Edmund White et de visionner À nos amours de Maurice Pialat, pour s'imprégner du personnage de Lucas.
Pour le rôle du frère de Lucas, Christophe Honoré fait appel à Vincent Lacoste. Il s'agit de leur troisième collaboration, après Plaire, aimer et courir vite et Chambre 212.

## Accueil

### Critiques
Le film est globalement très apprécié de la critique et reçoit une moyenne de 3,8/5 par la presse sur AlloCiné.
Le critique Jean-Marc Lalanne des Inrockuptibles, considère que le Lycéen est « un feu d'artifice vivace et virtuose, où toutes les possibilités expressives du cinéma atteignent un point d'incandescence » mais également « un objet de jouissance esthétique ».
Dans Le Monde, Jacques Mandelbaum écrit que si Christophe Honoré « a su admirablement restituer l’alchimie complexe de ce passage qu’est l’adolescence », c'est en partie grâce « à son jeune acteur, Paul Kircher, qui possède, sans se forcer et à un degré suprêmement cinégénique, ces vertus ». Enfin, Le Parisien y voit « un film d’inspiration autobiographique extrêmement sensible, sensuel et émouvant » et souligne « le charme singulier » de Paul Kircher, « qui révèle une incroyable présence et confère à ce drame une sincérité bouleversante ».
Pour L'Humanité « en se mettant à nu comme jamais, Christophe Honoré tend un miroir à notre époque inquiète sans jamais oublier la joie, la légèreté et l’insouciance auxquelles ont droit tous les adolescents ».
Le magazine Première considère que « de l’ensemble se dégage un étrange mélange de vulnérabilité et de force, mais aussi quelque chose de duveteux, de réconfortant ».
Pour Libération, « Il est émouvant de retrouver la fraîcheur du regard du cinéaste dans ce portrait d’adolescence, qui embrasse tout à la fois ce quelque chose d’égoïste, tête à claque, tragique, cette idiotie romantique d’un jeune homme qui se marre avec des idées noires ».

### Box-office
| Pays ou région | Box-office     | Date d'arrêt du box-office | Nombre de semaines |
| -------------- | -------------- | -------------------------- | ------------------ |
| France         | 76 751 entrées | 24 janvier 2023            | 8                  |
| Total mondial  | - $            | -                          | -                  |

## Distinctions

### Récompenses
- Festival international du film de Saint-Sébastien 2022 :  Concha d’argent de la Meilleure interprétation : Paul Kircher[1]
- Festival de films francophones Cinemania 2022 : Prix du meilleur acteur : Paul Kircher[13]

### Nominations
- Prix Louis-Delluc 2022 : Meilleur film[14]
- Prix Lumières 2023[15] :
  - Meilleur scénario pour Christophe Honoré
  - Révélation masculine pour Paul Kircher
- César 2023[16] : Meilleur espoir masculin pour Paul Kircher
- Festival du film de Cabourg 2023 : section Ciné Swann